# Disphenoid

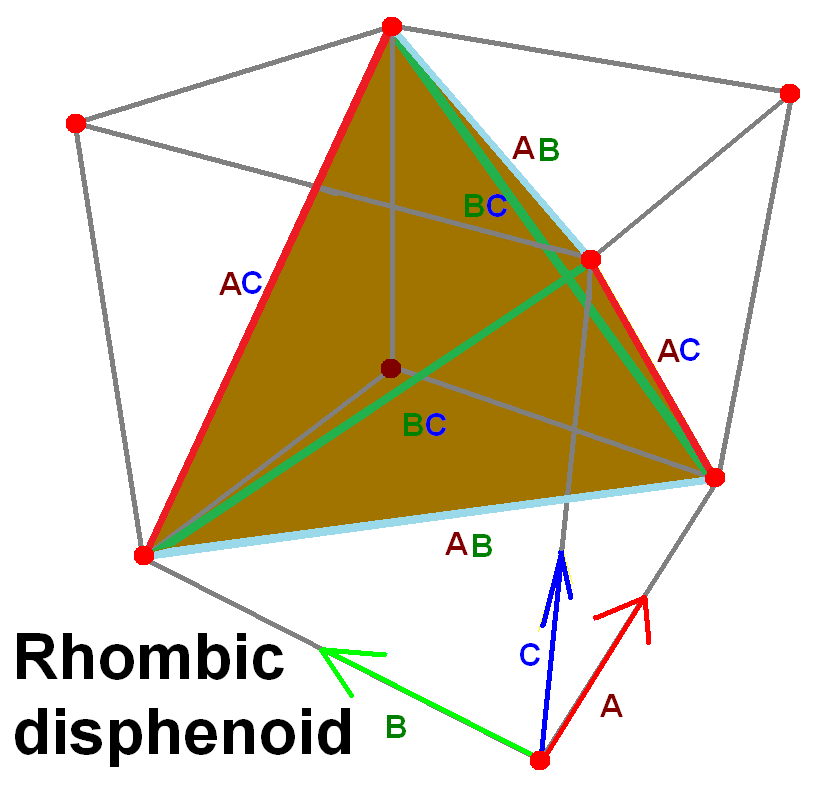
Ein Disphenoid. Gegenüberliegende Kanten (gleiche Farbe) haben die gleiche Länge.

Ein Disphenoid (auch gleichschenkliges Tetraeder) ist ein Polyeder mit vier kongruenten Dreiecken als Seitenflächen. Ein Disphenoid besteht aus zwei Sphenoiden (zu altgriechisch σφήν „Keil“), das sind offene Formen mit je zwei Flächen (Dieder).
Der Begriff „gleichschenkliges Tetraeder“ bedarf einer Erklärung: Ein Disphenoid ist ein Tetraeder im allgemeinen Wortsinn, nicht notwendigerweise ein Tetraeder im Sinne des gleichnamigen platonischen Körpers. Das Adjektiv „gleichschenklig“ bezieht sich nicht auf seine Dreiecksflächen, sondern auf die Eigenschaft des Körpers, dass von seinen sechs Kanten die jeweils einander gegenüberliegenden die gleiche Länge haben.

## Charakterisierungssätze
Nach dem Satz von Bang ist ein Disphenoid ein dreidimensionales Simplex mit einer der folgenden äquivalenten Charakterisierungen:
- Die jeweils gegenüberliegenden (unverbundenen) Kanten haben die gleiche Länge.
- Die 4 Dreiecke sind kongruent.
- Die 4 Dreiecke haben denselben Umfang.
- Die 4 Dreiecke haben dieselbe Fläche.

Ein anderer Charakterisierungssatz ist der folgende:
Ein Tetraeder ist genau dann ein Disphenoid, wenn  die Inkugel und die Umkugel konzentrisch sind.
In voller Allgemeinheit gilt sogar folgender Charakterisierungssatz:
Ein Tetraeder ist genau dann gleichschenklig, wenn  von den vier Punkten:
– Mittelpunkt der Inkugel
– Mittelpunkt der Umkugel
– Monge-Punkt
– Schwerpunkt
mindestens zwei zusammenfallen. In diesem Falle fallen sogar alle vier Punkte zusammen.
Bemerkung:

Die Dreiecke haben alle dieselbe Orientierung.

## Spezialfälle
Ist eines der Dreiecke (und damit alle) gleichschenklig, so spricht man von einem tetragonalen Disphenoid. Dann sind 4 Kanten des Disphenoids gleich lang und die übrigen 2 stehen windschief senkrecht aufeinander.
Sind die Dreieckseiten verschieden, so wird das Disphenoid rhombisch genannt.
(Diese Begriffsbildungen stammen aus der Kristallographie.)
Ist ein Dreieck (und damit jedes) gleichseitig, dann ist das Disphenoid ein regelmäßiges Tetraeder.

## Berechnung eines beliebigen Disphenoids
Ein Disphenoid ist durch eines der 4 kongruenten Dreiecke bestimmt. Da ein Dreieck durch 3 voneinander unabhängige Angaben zur Größe seiner Seiten und/oder Winkel bestimmt ist, ist ein Disphenoid ebenfalls durch 3 voneinander unabhängige Angaben bestimmt.

## Beispiele
Disphenoide kommen in der Natur als Kristallform vor: Sie sind die allgemeine Flächenform der Kristallklassen 222 (rhombisch-disphenoidische) und 4 (tetragonal-disphenoidische Klasse).

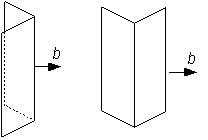
Dieder (Sphenoid)
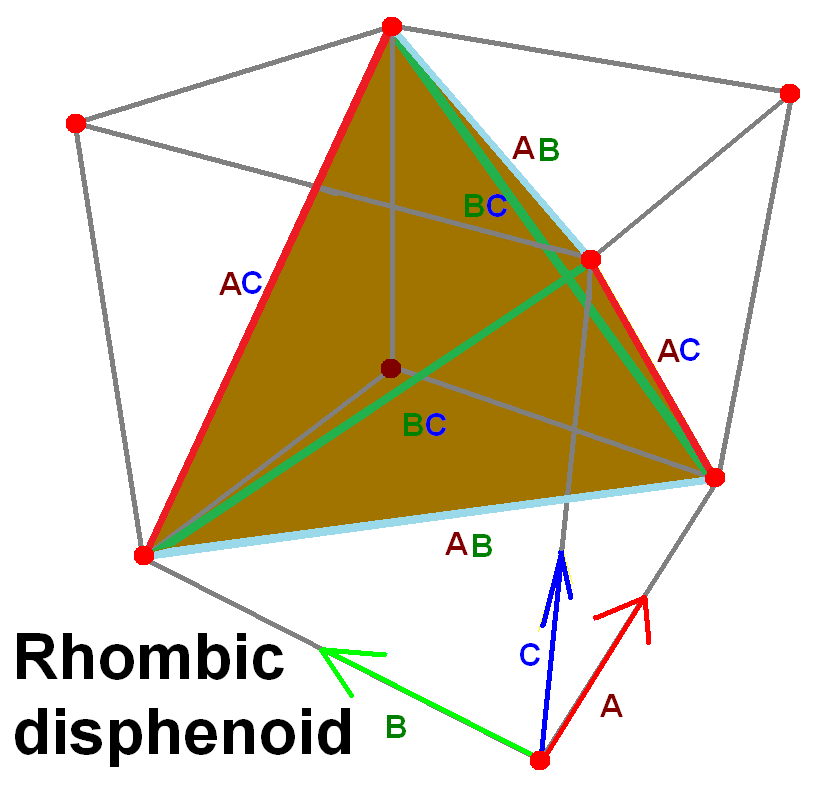
rhombisches Disphenoid mit drei ungleichen Achsen A, B, C
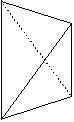
tetragonales Disphenoid
Spezialfall: reguläres Tetraeder mit sechs gleichen (= gleich langen) Kanten